# Game Shakers
Game Shakers là chương trình live-action tạo bởi Dan Schneider phát sóng vào ngày 12 tháng 9 năm 2015 trên Nickelodeon. Chương trình xoay quanh hai cô bé Babe (Cree Cicchino) và Kenzie (Madisyn Shipman) sáng lập ra một công ty thiết kế game và hợp tác với rapper Double G (Kel Mitchell). Chương trình còn có sự tham gia của Benjamin Flores, Jr. vai Triple G, là con trai của Double G và cũng được thuê với vai trò cố vấn game, Thomas Kuc vai Hudson, là một anh bạn ngốc nghếch bị làm vật thí nghiệm cho từng trò chơi, và còn có Sheldon Bailey và Bubba Ganter trong vai Ruthless và Bunny, phụ tá của Double G. Tại Việt Nam, bộ phim được phát sóng dưới tên Những trò chơi tuyệt đỉnh.

## Cốt truyện
Khi Sky Whale, trò chơi được tạo bởi Babe và Kenzie tại Brooklyn là đề án khoa học cho lớp học chứng minh điều thành công, nên hai cô gái đã sáng lập ra công ty có tên Game Shakers với sự giúp đỡ của Hudson. Bộ ba sau đó trở thành bạn với rapper Double G, đồng thời là người hợp tác và cũng phát hiện ra bài hát "Drop Dat What" sử dụng trong trò chơi mà chưa thông qua sự đồng ý của mình. Đồng thời con trai của Double G là Tripple G trở thành cố vấn game.

## Dàn diễn viên

### Chính
- Babe (Cree Cicchino)
- Kenzie (Madisyn Shipman)
- Triple G (Benjamin Flores, Jr.)
- Hudson (Thomas Kuc)
- Double G (Kel Mitchell)

### Phụ
- Ruthless (Sheldon Bailey)
- Bunny (Bubba Ganter)
- Mr. Sammich (Regi Davis)
- Bobby Dong (Alexandre Chan)

## Sản xuất
Phần 1 sẽ có 26 tập. Ngày 25 tháng 7 năm 2015, nhà đài khẳng định sẽ có một vài diễn viên khách mời, gồm Matt Bennett, Yvette Nicole Brown, GloZell, Jared "ProJared" Knabenbauer, và Smosh Games-host David "Lasercorn" Moss.
Ngày 2 tháng 3 năm 2016, được sản xuất phần 2.

## Games
Nhà đài đã khẳng định  các trò chơi xuất hiện trong chương trình sẽ được làm thành một app game phát hành trên khắp toàn cầu.
- Sky Whale ra mắt ngày 3 tháng 9 năm 2015
  - Phiên bản Halloween ra mắt ngày 24 tháng 10 năm 2015
  - Phiên bản Giáng Sinh ra mắt ngày 28 tháng 11 năm 2015
- Dirty Blob ra mắt ngày 26 tháng 9 năm 2015
- Tiny Pickles ra mắt ngày 10 tháng 10 năm 2015
- Punchy Face ra mắt ngày 14 tháng 11 năm 2015
- Pop Star Surgeon ra mắt ngày 16 tháng 1 năm 2016
- Scubaroo ra mắt ngày 28 tháng 1 năm 2016
- Nasty Goats ra mắt ngày 10 tháng 2 năm 2016
- Pick It, Scratch It, Pop It ra mắt ngày 29 tháng 2 năm 2016
- Octopie ra mắt ngày 12 tháng 5 năm 2016